# 피터 가브리엘
피터 가브리엘(영어: Peter Gabriel 피터 게이브리얼[*], 1950년 2월 13일 ~ )은 영국의 록 음악가이다. 그는 제네시스의 보컬이자 리더로 음악생활을 시작했으며, 1977년 이후 솔로 뮤지션의 길을 걸었다. 월드 뮤직 레이블인 리얼 월드와 월드 뮤직 축제인 World of Music, Arts and Dance(WOMAD)를 성공시킨 음악 사업가로서도 왕성하게 활동하고 있다.
2009년 폴라음악상을 받았다.
로큰롤 명예의 전당에 2010년에는 제네시스의 멤버로서, 2014년에는 솔로 뮤지션으로서 입성하면서 2중 헌액자로 기록되었다.

## 어린 시절
피터 가브리엘은 음악적 소양이 풍부한 어머니와 전기기술자였던 아버지 사이에서 태어났다. 학창시절에는 비틀스, 오티스 레딩, 제임스 브라운 등을 좋아했으며 마하트마 간디의 사상에 깊이 공감하여 채식주의자가 되었다. 초기에는 드럼을 연주하였으며 그는 지금도 종종 드럼을 친다. 그는 항상 신기술과 새로운 것들에 관심이 많았다. 밴드를 탈퇴한 뒤 그는 초과학적인 사건들에 관심을 가지고 양배추를 키우며 휴식기를 가졌다.

## 타이틀이 없는 네개의 솔로 음반
가브리엘의 초기 음반 4장에는 타이틀이 없다. 그는 새롭지도 않은 음반들에 새로운 척하는 타이틀을 다는 것이 싫었다고 한다.
1977년 2월에 그는 첫 번째 음반(별칭: Car)을 발표한다. 이 음반의 프로듀서는 밥 에즈린(Bob Ezrin)인데, 그는 이 음반을 미국식 로큰롤 음반으로 만들고자 했다. 피터 가브리엘도 그런 의도로 선택한 프로듀서였다. 하지만 이 음반은 그런 쪽으로, 또 상업적으로도 실패한 음반이었다. 이 음반은 그의 여전히 극적인 성향과 에즈린이 시도한 록 스타로서의 분위기와 4분 내외의 싱글곡(싱어송라이터들이 대개 그러하듯)이라는 요소가 섞인 음반이다. 그나마 어느 정도 히트한 싱글을 내어서, 그의 싱어송라이터로서의 첫 음반은 좌절로 이어지지는 않았다.
1978년 6월에 두 번째 음반(별칭: Scratch)을 발표하였다. 전작에서 기타를 연주해 주었던 로버트 프립이 프로듀싱을 맡았다. 프로듀서 밥 에즈린의 영향력이 강했던 전작에서 벗어나고자 프립은 프로듀서가 갖는 최소한의 역할을 하였다고 하지만, 이 음반의 사운드에는 사실 프립의 색깔이 완연하다.
1980년 5월, 세 번째 음반(별칭: Melt Down)을 내는데, 이는 음악적인 면뿐만 아니라 상업적인 면에서까지도 성공해 그동안의 부진을 극복하게 한 걸작으로 평가된다. 당대의 히트메이커 스티브 릴리화이트(Steve Lillywhite)가 프로듀싱한 본작에는 그동안 조금씩 드러나던 반전/저항적인 정서가 휘감고 있으며, 듣는 이에게 내면의 흐름을 전달할 뿐만 아니라 새로운 흐름을 불러일으킬 만큼 일관성과 완성도가 뛰어난 작품으로 평가된다.
참여한 면면들도 인상적인데 필 콜린스, 로버트 프립을 비롯하여 폴 웰러, 데이브 그레고리(Dave Gregory)등 저항적인 면이 있는 아티스트들이다. 사실 음악적인 면에서는 애틀랜틱 레코드에서 '이런 걸 누가 사느냐'며 카리스마 레코드로 방출시켰을 만큼, 전적으로 자신의 내면에 진지하게 귀를 기울인 음반이다. 여기서 이미 월드 뮤직적인 연주들이 나타나고 있으며, 그는 솔로 아티스트로서 자신의 위상을 확립하는 데에 성공하였다.
1982년 9월, 네 번째 음반(별칭: Security)는 전작에서 보여주었던 내적 성찰과 인간의 고립감을 어떻게 극복할 것인가에 대한 스스로의 대답을 담고 있다. "네 주위의 리듬을 느끼고(the rhythm is around me) 삶에 입을 맞추어라(Kiss of Love). 너와 닿고 싶으니(I’m wanting contact with you) 네 손을 나에게 다오(Lay your hands on me)." 이 음반에서는 그가 끊임없이 추구해왔던 월드 뮤직적인 리듬을 더욱 확장해서 쓰기 시작했고, 다른 나라의 청자들과도 소통하기 위해 3집과 4집의 독일어 음반을 발매했다(투어 때 그 나라말로 노래를 좀 불러주었더니 관객들이 너무 좋아해서였다고 이유를 밝히기도 했다). 다른 나라의 언어들로도 음반을 내려고 하였으나, 여건이 안 되어 할 수 없었다고 한다.
이 음반의 프로듀서는 데이비드 로드(David Lord)인데, 그는 피터 가브리엘의 아내 질 가브리엘과 불륜을 저질렀고 그로 인해 피터 가브리엘은 6년간 정신과 치료를 받게 된다.

## WOMAD와 리얼 월드
그는 관객과 소통하기 위해 스테이지 다이빙을 했고, 음반에서는 소통을 온몸으로 부르짖었으며 다른 나라의 관객들과 소통하기 위해 3, 4집의 독일어 음반을 내었다. 그리고 그는 세상과 소통하기 위해 1982년에 WOMAD(World of Music, Arts & Dance) 페스티벌을 기획하고 1989년에 리얼 월드 레이블을 설립하였다.
WOMAD 페스티벌은 기본적으로 월드 뮤직 축제이며 이에 관계된 세미나, 전시회, 워크샵, 교육 등을 주관한다. 초반에 흥행에 실패하여 다시는 열리지 못할 뻔 하였으나, 지금까지 세계 각지에서 가장 영향력 있는 축제 중 하나로 매년 열리고 있다.
WOMAD페스티벌은 첫 번째 공연 이후 엄청난 적자를 내어 가브리엘은 파산 위기에 몰렸다. 이때 제네시스의 멤버들은 WOMAD를 위한 합동공연에 동의해주었고 이 공연 수익금으로 WOMAD재단은 다시 페스티벌을 재개할 수 있었다.
1983년 5월 《Plays Live》가 발매되었다. 그의 1-4집의 곡들을 두루 담은 더블 라이브이며, 이 음반을 통해 가브리엘이 스튜디오뿐 아니라 라이브도 중시하는 뮤지션임을 알게 해 주었다.
1985년 3월 피터 가브리엘은 앨런 파커의 영화 사운드트랙인 《Birdy》를 발매한다. 4집의 곡들 5곡이 재편곡되어 들어있으며, 나머지 스코어는 새로 작곡된 것들이다. 여기서 그는 이후 지속적으로 프로듀서를 맡을 다니엘 란와(Daniel Lanois)와 처음으로 작업한다.
1986년 피터 가브리엘은 그 해 5월에만 3백만장이 팔린 히트작 《So》를 발매한다. 그의 유일한 1위곡 〈Sledgehammer〉가 포함된 5곡의 싱글 히트곡이 담긴 이 음반은 음악성과 상업성의 조화를 잘 이루어 높은 음악적 성과를 보였다고 평가된 음반이다. 이전 음반 두장은 일관된 주제가 있었으나, 이 음반은 일관성은 유지하되 각 곡 자체에 중점을 두었다. 사운드메이킹이 잘 되어 있어서 사운드 자체가 매우 유려하게 잡혀 있다. 이전까지의 무거움과는 달리 훨씬 가볍게 접근하지만 그 음악적 내용이 전혀 가볍지 않은, 팝과 록의 경계에서 자신이 드러내고자 하는 바를 여지없이 드러낸 1980년대의 명반중 하나이다.
〈This is the Picture〉는 로리 앤더슨(Laurie Anderson)과의 곡으로, 백남준이 1984년 첫날에 행했던 퍼포먼스 'Good Morning, Mr.Orwell'에 쓰였던 곡이다. 〈Sledgehammer〉의 뮤직비디오는 1993년 《롤링 스톤》지가 뽑은 역대 뮤직비디오 순위에서 1위를 차지했다.
1989년에 피터 가브리엘은 《So》에서 얻은 수익으로 레이블 'Real World'를 설립하였다. 이는 월드뮤직 뮤지션들의 음반들을 훌륭한 시설로 녹음, 발매하여 세계 각지에 널리 배급하자는 취지로 만들어진 것이다. 현재 Real World에서는 백여종 이상의 음반이 발매되었으며, 피터 가브리엘의 《Passion》이후 모든 음반도 여기서 발매되고 있다.
1989년 6월, 피터 가브리엘은 마틴 스코세이지의 영화 《그리스도 최후의 유혹》의 사운드트랙 《Passion》을 발매한다. 여기에는 4년 전의 서투른 OST 작업과는 차원을 달리하는 영화음악들이 담겨, 월드 뮤직의 교과서 중 하나로 일컬어지고 있다.
월드 뮤직이라는 용어 자체가 일부분 서구인들의 편견을 담고있는 말인 만큼 폴 사이먼의 《Graceland》나 토킹 헤즈가 브라이언 이노의 도움을 받아 만든 《Remain in Lights》 정도를 제외하고는, 음악계의 소위 월드 뮤직 요소가 가미된 과거 작품들은 그 수준이 단순했다. 가브리엘의 3, 4집은 언급한 두 장과 비등한 수준을 보여 준 것으로 평가된다. 《Passion》은 그 수준 또한 넘는 이해를 보여 준다. 사운드트랙이기 때문에 록 음악과의 융합에 천착할 필요가 없었다는 이점도 있긴 하지만, 기본적으로 이슬람 지역의 음악에 영향을 많이 받았고 그 요소들을 충실히 담았다고 평가된다.
이와 동시에 발매한 컴필레이션 음반이 《Passion Sources》인데 이는 영화에 사용된 다른 아티스트의 곡들과 자신이 영화음악을 만들 때 영향을 준 음악들로 채워져 있다.
1992년 9월 새 음반 《US》가 발매되었다. 이는 음반의 방법론상으로는 《So》의 뒤를 이으며 그 음악적 방향성에서는 4집의 뒤를 잇는다. 역시 4곡의 싱글 히트곡이 있으며 사운드 메이킹이나 완성도 면에서 수작으로 평가된다. 그는 다양한 음악적 소양을 흡수하려 하며, 이는 본작과 동시에 발매한 컴필레이션 《Plus from US》에도 잘 나타나 있다.
《Plus from US》 또한 월드 뮤직의 한 텍스트라고 할 만한 음반으로, 자신이 《US》를 제작할 때 영향을 주었던 동시대 아티스트들의 곡을 모은 컴필레이션이다. 전작이 워낙 성공적이어서 이 음반은 소포모어 징크스에 시달린 면이 있다. 음반의 부클릿을 보면 그가 지향하는 것이 종합 예술이라는 것임을 알 수 있으며, 그러한 태도는 그의 1990년대 행적 전반에 걸쳐 드러난다.
1994년 8월 그의 두 번째 더블 라이브 《Secret World》가 발매되었다. 비틀즈는 스튜디오의 정교한 사운드를 재현할 수 없다는 이유로 《Revolver》이후 대규모 투어를 그만둔 바 있지만, 피터 가브리엘은 라이브는 아티스트의 가장 중요한 요소 중 하나이며 스튜디오의 재현이 아니라고 여겼다.

## 멀티미디어와 밀레니엄 쇼
피터 가브리엘은 1994년 《Xplora 1-Peter Gabriel’s Secret World》(1996년 'Eve'로 개칭) 멀티미디어 시디롬을 발매한다. 자신의 음악세계, 뮤직비디오, 리얼 월드에 대한 소개 등등이 담겨있는 당시로서는 혁신적인 작품이었다.
그는 정규 음반 외에도 다양한 자선공연 참여곡, OST 참여곡, 컴필레이션 음반 참여곡을 가지고 있는데 음반작업을 못한 1990년대 중후반의 그의 발자취는 여기서 찾을 수 있다. 이 중 가장 인상적인 작업은 캐스린 비글로 감독의 영화 《스트레인지 데이즈》(1995)에 딥 포레스트(Deep Forest)와 함께 참여한 곡 〈While the Earth Sleeps〉이다. 영화가 강렬한 이미지로 끝난 뒤 크레딧이 올라올 때 나오는 이 곡은 그가 월드 뮤직 작업에서 눈을 뗀 적이 없음을 잘 드러내주는 매우 드라마틱한 곡이다. OST자체도 세기말적인 곡들이 가득찬 좋은 음반이다.
2000년 1월 1일에 세계 표준시의 기준이 되는 영국의 그리니치에서 노동부 주관으로 밀레니엄 돔 개관 기념식이 열렸는데 피터 가브리엘은 음악 총감독을 맡았다. 이 공연은 《OVO: the Millenium Show》라는 이름으로 발매되었는데, 영국반은 2CD로 세계판은 1CD의 서로 다른 재킷으로 공개되었다. 이는 컨셉트 음반으로 음반 전체가 OVO라는 소년에 관한 이야기이다. 영국반에는 가브리엘이 쓴 동화책이 포함되어 있는데, 그에 대한 설명은 다음과 같다.
평화로운 마을에서 시오(Theo)라는 친구가 살고 있었는데 그의 아들인 아이언(Ion)은 문명을 발전시킨다. 딸 소피아(Sofia)는 그런 것들을 싫어하며 초자연적인 것을 동경하며 살다가 외계인 스카이보이(Skyboy)와 친해져 오보(OVO)라는 아이를 낳는다. 문명은 점차 발달하며 파국으로 치닫는데, 그 안에서 사람들은 오보를 희망으로 여기게 되고 오보를 우주에 띄우며 새로운 세상이 열리길 바란다.
이렇게 여러 가지 신화적인 모티브를 차용한 동화책과 함께 구성된 이 음반은 서커스와 퍼포먼스를 동반한 대규모 공연을 담아, 피터 가브리엘이 세계적인 멀티 아티스트로 인정받게 하는 데 큰 영향을 주었다. 이야기 뿐 아니라 음악 또한 그의 월드 뮤직 지향적인 특성이 잘 드러나있는 극적 요소를 갖추고 있다고 평가된다.

## 음반 목록

### 스튜디오 음반
- Peter Gabriel (1977; known as Peter Gabriel 1 and Car)
- Peter Gabriel (1978; known as Peter Gabriel 2 and Scratch)
- Peter Gabriel (1980; known as Peter Gabriel 3 and Melt)
- Peter Gabriel (1982; known as Peter Gabriel 4 and Security)
- So (1986)
- Us (1992)
- Up (2002)
- Scratch My Back (2010)
- New Blood (2011)
- i/o (2023)

## 같이 보기
- 가장 많은 음반을 판 음악가 목록